# Linnich
Linnich es una ciudad del distrito de Düren, en el estado federal de Renania del Norte-Westfalia. La ciudad se encuentra en el oeste de Alemania, cerca de la frontera con Holanda.
Según los datos del censo del año 2011, la ciudad tenía 12 594 habitantes.

## Cultura
La ciudad tiene un museo del vidrio, el Deutsches Glasmalerei-Museum y un museo local, llamado Heimatmuseum Linnich, que preserva el patrimonio cultural de la región.